# Jeanelle Scheper
Jeanelle Scheper (ur. 21 listopada 1994) – lekkoatletka z Saint Lucia specjalizująca się w skoku wzwyż.
W 2013 zdobyła srebro mistrzostw Ameryki Środkowej i Karaibów. W 2015 była czwarta na igrzyskach Wspólnoty Narodów w Glasgow. Siódma zawodniczka mistrzostw świata w Pekinie (2015). 
Stawała na podium mistrzostw NCAA oraz CARIFTA Games.
Rekordy życiowe: stadion – 1,96 (15 maja 2015, Tallahassee); hala – 1,92 (19 stycznia 2020, Leverkusen).

## Osiągnięcia
| Rok  | Impreza                                           | Miejsce         | Lokata            | Wynik |
| ---- | ------------------------------------------------- | --------------- | ----------------- | ----- |
| 2011 | Igrzyska Wspólnoty Narodów młodzieży              | Douglas         | 2. miejsce        | 1,76  |
| 2011 | Mistrzostwa świata juniorów młodszych             | Lille Metropole | el. – 25. miejsce | 1,67  |
| 2012 | Mistrzostwa Ameryki Środkowej i Karaibów juniorów | San Salvador    | 1. miejsce        | 1,85  |
| 2012 | Mistrzostwa świata juniorów                       | Barcelona       | 8. miejsce        | 1,82  |
| 2013 | Mistrzostwa Ameryki Środkowej i Karaibów          | Morelia         | 2. miejsce        | 1,92  |
| 2013 | Mistrzostwa świata                                | Moskwa          | el. – 24. miejsce | 1,83  |
| 2014 | Igrzyska Wspólnoty Narodów                        | Glasgow         | 4. miejsce        | 1,89  |
| 2015 | Igrzyska panamerykańskie                          | Toronto         | 5. miejsce        | 1,88  |
| 2015 | Mistrzostwa świata                                | Pekin           | 7. miejsce        | 1,92  |
| 2016 | Igrzyska olimpijskie                              | Rio de Janeiro  | el. – 25. miejsce | 1,89  |